# Echipa Unificată la Jocurile Olimpice
Echipa Unificată a fost denumirea folosită în anul 1992 pentru echipele țărilor care au făcut parte din URSS. Sub această denumire, și sub codul CIO EUN, au participat sportivii la Jocurile Olimpice de iarnă din 1992, de la Albertville și la Jocurile Olimpice de vară din 1992 de la Barcelona, folosind steagul olimpic, iar la acordarea medaliilor s-a cântat imnul olimpic. Echipa Unificată a fost alcătuită din fostele republici federative ale URSS, cu excepția țărilor baltice:

## Țările participante
| Țară              | JO de iarnă | Cod IOC (din 1994) |
| ----------------- | ----------- | ------------------ |
| Armenia           | ✓           | ARM                |
| Azerbaijan        |             | AZE                |
| Belarus           | ✓           | BLR                |
| Georgia           |             | GEO                |
| Kârgâzstan        |             | KGZ                |
| Kazahstan         | ✓           | KAZ                |
| Republica Moldova |             | MDA                |
| Rusia             | ✓           | RUS                |
| Tadjikistan       |             | TJK                |
| Turkmenistan      |             | TKM                |
| Ucraina           | ✓           | UKR                |
| Uzbekistan        | ✓           | UZB                |

## Medalii
| Games            | Detalii                                                 | Aur | Argint | Bronz | Total | Loc |
| Albertville 1992 | Echipa Unificată la Jocurile Olimpice de iarnă din 1992 | 9   | 6      | 8     | 23    | 2   |
| Barcelona 1992   | Echipa Unificată la Jocurile Olimpice de vară din 1992  | 45  | 38     | 29    | 112   | 1   |
| Total            | Total                                                   | 54  | 44     | 37    | 135   |     |